# Sky Fort
Sky Fort (bulharsky Скай Форт) je rozestavěný mrakodrap v bulharském hlavním městě Sofii. Nachází se na bulváru Carigradsko šose v jihovýchodní části města, kde vyrůstá komplex výškových budov Sofia Capital City. Stavba je navržena ve tvaru oblouku symbolizujícího bránu do metropole.
Výstavba byla zahájena v roce 2017 a její dokončení je plánováno na rok 2025. Projekt vytvořila kancelář A&A Architects a investorem je firma Variant IR. Po dokončení má mít Sky Fort 47 podlaží a celkovou výšku 202 m. Nahradí tak Capital Fort v roli nejvyšší budovy Bulharska a stane se také nejvyšší budovou Balkánského poloostrova s výjimkou Istanbulu.
Mrakodrap bude sloužit jako kancelářská budova třídy A. Po otevření má mít celkovou podlahovou plochu 82 000 m². Projekt zahrnuje také podzemní parkoviště s 540 místy a na střeše vznikne restaurace s vyhlídkovou plošinou. V celé budově je naplánováno 19 výtahů, z toho 13 vysokorychlostních. V blízkosti se nachází stanice metra Inter Expo Center.